# Gaultheria pseudonotabilis
Gaultheria pseudonotabilis är en ljungväxtart som beskrevs av Hen Li och Rhui Cheng Fang. Gaultheria pseudonotabilis ingår i släktet Gaultheria och familjen ljungväxter. Inga underarter finns listade i Catalogue of Life.